# Incudine (Italie)
Pour les articles homonymes, voir Incudine.
Incudine est une commune italienne de la province de Brescia en Lombardie

## Administration
| Période                                  | Période  | Identité                  | Étiquette | Qualité |
| ---------------------------------------- | -------- | ------------------------- | --------- | ------- |
| 14 mai 2001                              | En cours | Luigi Giancarlo Marchioni |           |         |
| Les données manquantes sont à compléter. |          |                           |           |         |

### Communes limitrophes
Edolo, Monno, Vezza d'Oglio